# Hot Chip
Gli Hot Chip sono un gruppo musicale inglese di indietronica fondato nel 2000 a Londra.
Hanno pubblicato 6 LP : Coming on Strong (2004), The Warning (2006), Made in the Dark (2008), One Life Stand (2010), In Our Heads (2012), e Why Make Sense? (2015). 
La band è stata nominata per il Mercury Prize.

## Storia
I membri fondatori degli Hot Chip sono  Alexis Taylor e Joe Goddard (anche nei The 2 Bears), nel 2000.
Nel marzo 2001 debuttano con l'EP Mexico per la Victory Garden Records (VG14), caratterizzato da un folk acustico in cui a farla da padrone sono chitarra acustica e cadenze rallentate.
Nel frattempo entra nel gruppo Owen Clarke, seguito da Al Doyle (anche nei LCD Soundsystem) e Felix Martin.
Il 23 ottobre 2002 esce Sanfrandisco E-Pee (per Ringsting Records), EP autoprodotto in cui si fa uso di elettronica e trip hop.
Nel maggio 2004 esce il primo LP ufficiale, ossia Coming on Strong. Il disco è pubblicato dalla Moshi Moshi Records, ma l'anno seguente verrà ristampato e diffuso dalla DFA Records. L'album contiene diverse ispirazioni musicali: dal funky di Prince (a cui è dedicata Down With Prince) alla musica minimalista, passando per l'elettronica e il trip hop.
Nel 2006 la DFA pubblica il singolo Over and Over, seguito dall'EP Boy from School.
Nel maggio dello stesso anno la EMI pubblica The Warning, che conferma l'originalità e l'abilità dell'esordio.
Nel 2006 il gruppo partecipa a numerosi eventi dal vivo, tra cui il Sonar. Viene realizzato anche un disco estratto dal tour e chiamato Live Session, distribuito solo tramite iTunes. Nello stesso anno ricevono una nomination ai Mercury Prize.
Col tempo Goddard e soci diventano anche remixer: tra le loro mani passano artisti come Kraftwerk, Tracey Thorn, Amy Winehouse, Junior Boys, !!!, The Go! Team e altri. Il gruppo partecipa anche al progetto DJ-Kicks con una compilation pubblicata nel 2007 e prodotta dalla Studio !K7.
Per l'etichetta tedesca Astralwerks esce nel 2008 l'album Made in the Dark. 
Nel frattempo il gruppo collabora con Robert Wyatt con cui realizza l'EP Hot Chip with Robert Wyatt and Geese (EMI, 2008). Nel 2009 gli Hot Chip sono nominati ai Grammy Awards nella categoria "Best Dance Recording" per Ready for the Floor.
Nel 2010 è la volta di One Life Stand. Il disco è caratterizzato da un pop elettronico e stratificato.
A due anni di distanza arriva In Our Heads (Domino Records, 2012).
Il 10 febbraio 2015 la band annuncia il sesto album in studio, Why Make Sense? e pubblica il suo primo singolo, "Huarache Lights". L'album viene successivamente rilasciato il 18 Maggio 2015

## Formazione

### Formazione attuale
- Alexis Taylor – voce, tastiera, chitarra, percussioni, piano
- Joe Goddard – voce, sintetizzatore, percussioni
- Owen Clarke – chitarra, sintetizzatore
- Al Doyle – chitarra, sintetizzatore, percussioni
- Felix Martin – sintetizzatore, drum machine

### Ex componenti
- Hagop Tchaparian
- Rob Smoughton
- Scott Bennett
- Daniel Paton

### Componenti live
- Rob Smoughton - sintetizzatore, percussioni, chitarra, talk box
- Sarah Jones - batteria

## Discografia

### Album
- Coming on Strong – 24 maggio 2004
- The Warning – 22 maggio 2006 – numero 34 (UK) numero 81 (IRL)
- Made in the Dark – 4 febbraio 2008[1] - numero 4 (UK), numero 8 (European Top Albums)
- One Life Stand – 1º febbraio 2010
- In Our Heads - 2012
- Why Make Sense? - 2015
- A Bath Full of Ecstasy - 2019
- Freakout / Release - 2022

### EPs e singoli
- 2000: Mexico EP (CD)
- 2002: Sanfrandisco E-Pee (CD-R only EP)
- 2003: Down with Prince (12" only EP)
- 2004: "Hittin' Skittles/Back to the Future" (limited 7")
- 2004: "Playboy" (7", 12" and CD)
- 2005: The Barbarian EP (12")
- 2006: "Over and Over" numero 32 UK (coloured 7", 12" and ECD)
- 2006: "Boy from School" numero 40 UK (2x coloured 7", 12" and ECD)
- 2006: "Colours" Did not chart in UK (2x7", 12" and CD)
- 2006: "Over and Over" numero 27 UK (Ltd. 7" w/ poster, 12", CD, ECD)
- 2007: Live Session (iTunes Exclusive) - EP (iTunes-only download)
- 2007: "My Piano" (12", download)
- 2007: "Shake a Fist" (12")
- 2008: "Ready for the Floor" #6 UK
- 2008: "One Pure Thought"#53 UK
- 2008: "Touch Too Much"

### Altri lavori
- 2005: All Filler, No Killer! (tour only release, CD)
- 2006: Live at The Horseshoe, Toronto (tour only release, CD)
- 2006: Live at The Horseshoe, London (tour only release, 3" CD)
- 2006: Mixture (promo only v/a compilation, CD)
- 2006: Mixture 2 (promo only v/a compilation, CD)
- 2006: Remixes & Rarities (promo only)
- 2007: DJ-Kicks: Hot Chip (v/a compilation, LP, CD)

### Remix
- 2004: "Biting Tongues" by Faultline
- 2004: "Where I Belong" by Sia
- 2004: "Take Your Mama" by Scissor Sisters
- 2004: "Ladyflash" by The Go! Team
- 2004: "Perspective" by Kevin Mark Trail
- 2004: "TKO" by Le Tigre
- 2005: "Bootprints" by King Creosote
- 2005: "Destroy Everything You Touch" by Ladytron
- 2005: "Do As You Please" by Diefenbach
- 2005: "Do the Whirlwind" by Architecture in Helsinki
- 2005: "U.R.A.Q.T." by M.I.A.
- 2005: "Gold Mine Gutted" by Bright Eyes
- 2005: "Multiply" by Jamie Lidell
- 2005: "Passer By" by Mattafix
- 2005: "Roxxy" by Brooks
- 2006: "Kids with Guns" by Gorillaz
- 2006: "Kindling for the Master" by Stephen Malkmus
- 2006: "Launch Yourself" by Adem
- 2006: "Nothing's Going to Change Your Mind" by Badly Drawn Boy
- 2006: "Rehab" by Amy Winehouse from Rehab (Remixes) (EP)
- 2006: "Right Where You Are" by Amp Fiddler
- 2006: "Slowly" by Max Sedgley
- 2006: "Steppin Out" by Lo-Fi-Fnk
- 2006: "Tendency" by Battle
- 2006: "Tetanus Crisis" by Dondolo
- 2006: "Walking Machine" by Revl9n
- 2006: "Who Needs Actions When You Got Words" by Plan B
- 2007: "In the Morning" by Junior Boys from The Dead Horse EP
- 2007: "Gabriel Prokofiev String Quartet No. 2" by The Elysian Quartet
- 2007: "Girls & Boys in Love" by The Rumble Strips
- 2007: "La Forme/Aerodynamik" by Kraftwerk
- 2007: "I'm Designer" by Queens of the Stone Age
- 2007: "Let's Make Love and Listen to Death from Above" by CSS
- 2007: "Must Be the Moon" by !!!
- 2007: "No More Mornings" by Spring Tides
- 2007: "Robot Man" by The Aliens
- 2007: "Sing Songs Along" by Tilly and the Wall
- 2007: "Don & Sherri" by Matthew Dear
- 2007: "Woop Woop" by The Chap
- 2007: "She's The One" by Caribou
- 2007: "King's Cross" by Tracey Thorn
- 2007: "Breakin' Up" by Rilo Kiley
- 2008: "Raquel" by Neon Neon
- 2008: "Drive Your Car" by Grovesnor